# Herman Melville
Herman Melville (New York, 1. kolovoza 1819. – New York, 28. rujna  1891.), američki romanopisac, pripovjedač i pjesnik. 

## Životopis
Zbog rane očeve smrti napušta redovno školovanje i nakon nekoliko neuspjelih uposlenja zapošljava se 1839. kao brodski mali na trgovačkome brodu. Melvilleova rana literatura, koju je apsorbirao kao autodidakt, uključuje Shakespearea, Bibliju autorizirane verzije (Biblija kralja Jakova), te sedamnaestostoljetne misaone autore kao što su sir Thomas Browne i Robert Burton. Godine 1841. postao je članom posade kitolovca, ali ga je napustio prije ugovornog roka te je zajedno s još jednim članom posade doživio niz avanturističkih zgoda na jednome od Marquiških otoka. To mu je poslužilo kao predložak za književni prvijenac s putopisno-antropološkom tematikom, "Taipi", 1846., u kojem daje spoj prikaza egzotičnih običaja polinežanske zajednice i poluautobiografskih pustolovina. "Omoo" (1847.), je tematski nastavak Taipija, s naglaskom na uništavanju domorodačke polinežanske zajednice zapadnjačkim tehnološkim i ideološkim osvajanjem. Ostala djela uključuju "Mardi" (1849.), pustolovnu romansu i "Bijela jakna" (1850.), realistički prikaz života na američkoj fregati. No, sva ta djela su danas rijetko čitana i ne pobuđuju interes osim kod specijalista posvećenih Melvilleu ili američkoj književnosti.

## Moby-Dick
Pravi Melville, autor djela mitske snage, izranja u "romansi", ili vizionarnom spoju romana i anatomije (ekscentričnoga proznoga žanra njegovanoga u engleskoj književnosti 17. stoljeća, napose kod Melvilleovih omiljenih pisaca Roberta Burtona, sir Thomasa Brownea i Isaaca Waltona), "Moby-Dick ili Bijeli kit" (1851.). To djelo, posvećeno Nathanielu Hawthorneu, obuhvaća više razina: realističko-pripovijednu i tehničko-opisnu, simboličku i mitsku. Pojednostavljeno, moglo bi se reći da je radnja romana lov na bijeloga kita Moby Dicka, a glavni ljudski protagonist kapetan Ahab, te da je scena zbivanja postavljena tako da lov, sukob i propast uključuju cijeli univerzum- ispričano kroz usta jedinoga preživjeloga člana posade, Ishmaela.
Kasnija je kritika ustanovila da je, uza svu različitost u duhovnom miljeu, Melville jedini devetnaestostoljetni romanopisac, uz Dostojevskog, kojemu je spiritualna dimenzija djela dominantna i kojega je središnji opus utjelovljenje pjesničke metafizike s centralnim temama opstojnosti Zla i smislenosti univerzuma promatranoga u kategorijama teodiceje. No, dok je ruski autor tvorac uzbudljivih likova koji utjelovljuju veličajnost života, i to u vizuri kršćanskoga mita, Melville ostvaruje snažne dramsko-pjesničke slike izuzetno bogatoga arhaiziranoga jezika, no, bez psihološke obradbe (za što i nije bio zainteresiran) ili nijansi u razvijanju međuljudskih odnosa. Tema "Moby Dicka" je sukob Dobra i Zla, ili dvaju nepomirljivih Zala (Ahab i Moby Dick), no intenzitet te "romance" i njen utjecaj potječu najviše iz poetskoga zamaha i filozofema visoke retorike integrirane u djelo koje je više nalik drevnim spjevovima nego romanu bilo kojega razdoblja. Također, piščev svjetonazor u tom je djelu, kao i kasnijima, rastrgan između kalvinističkoga protestantizma, manihejsko-gnostičkih i ateističkih vidozora. Roman "Moby-Dick" smatra se najboljim u kanonu američke književnosti XIX. stoljeća.

## Kasnija djela
Zbog neodgovarajuće recepcije čitateljstva koje je očekivalo avanturistički roman, a u "Moby-Dicku" dobilo neobičnu mitsku dramu pomiješanih žanrova piščeva je karijera krenula silaznom putanjom. Sljedeći roman "Pierre ili dvoznačnosti" (1852.) neuspio je pokušaj problematiziranja provokativne teme incesta. Melville je u idućem razdoblju objavio još nekoliko pripovjednih proza, među kojima se ističu povijesni roman "Israel Potter" (1855.) s temom iz američke revolucije; priče "The Piazza Tales"  (1856.), nazvane po trijemu piščeve farme, s ponajboljim pripovijestima "Pisar Bartleby", protoegzistencijalističkom pričom o otuđenju i putu u ludilo njujorškoga činovnika, koja očito puno duguje Dickensu, no suvremenoga čitatelja asocira više na Gogolja i Dostojevskog; te "Benito Cereno", prozom koja problematizira rasne odnose. Godine 1857. objavljuje alegorijski roman "Sljepar", o prijevarama i ljudskoj naivnosti. Melvilleov neuspjeh kod čitateljstva pojačava i autorovu osobnu krizu (sukob vjerovanja i nevjere, što je rezultiralo nekim oblikom živčanoga sloma), te pisac traži duhovnu okrjepu u putu u Svetu zemlju i Europu, što rezultira filozofskom poemom "Clarel", objavljenom u privatnoj nakladi 1876. Nedovršena je ostala dulja pripovijest (ili kraći roman) "Billy Budd" (objavljena tek 1924.) - posljednja manifestacija Melvilleova mitotvoračkoga genija, u kojoj je evocirana pobuna na britanskom brodu u doba Napoleonskih ratova; sotonski lik Claggarta, bogootački kapetana Verea, i kristoliki Billya Budda, osim što iniciraju mnoštvo alegorijskih interpretacija, testamentarni su ostvaraj američkoga pisca za koga do konca nije jasno je li našao utjehu u prihvaćanju kršćanstva ili se pomirio sa sudbinom bez ikakve religijske vjere. Nakon I. svjetskoga rata naglo se javilo zanimanje za "Moby Dicka ", ubrzo i za ostala djela, pa Melville od zaboravljena pisca postao središnjim američkim prozaikom 19. stoljeća. 
Na hrvatski je do sada (2005.) prevedena većina najpoznatijih Melvilleovih djela (Moby Dick, Taipi, Sljepar, Bartleby), osim Billyja Budda.

## Vanjske poveznice
- Melvilleova djela na engleskom